# Weronika Koschuschko
Weronika „Nika“ Ihoriwna Koschuschko (ukrainisch Вероніка Ігорівна Кожушко; 19. Mai 2006 in Charkiw – 30. August 2024 ebenda) war eine ukrainische Künstlerin, Dichterin und freiwillige Helferin.

## Biographie
Weronika Koschuschko studierte an der Charkiwer Nationaluniversität für Radioelektronik. Sie beschäftigte sich mit Linolschnitt, malte Bilder und beschäftigte sich mit der so genannten ukrainischen "Exekutierten Renaissance". Sie war Teil der jungen Kultur-Szene in Charkiw und arbeitete ehrenamtlich im Literaturmuseum. Im Jahr 2022 wurde eine ihrer Zeichnungen in eine Sammlung von Bildern für das Album „Another World 2022“ des Queen-Gitarristen Brian May aufgenommen. Sie starb am 30. August 2024 während des massiven russischen Beschusses von Charkiw mit Gleitbomben.

## Andenken
Das Literaturmuseum Charkiw hat einen jährlichen Preis für junge Künstler ins Leben gerufen, den „Generation Nika“-Preis, der am Geburtstag der Künstlerin verliehen wird. Die Band Projekt MUR widmete den Song Poem of the Wind der verstorbenen Künstlerin. Kurz vor seinem Tod drehte der tschechische Kameramann Vojtech Hoenig eine Reportage mit Weronika Koschuschko. Ihre Geschichte sollte mit einem Filmprojekt verknüpft werden, das er für ukrainische Jugendliche an der Front vorbereitete.
Die Band «Жадан і Собаки» (Schadan und die Hunde) veröffentlichte eine Reihe von gemeinnützigen Merchandise-Artikeln mit ihren Zeichnungen.